# Wieża ratuszowa w Bierutowie
Wieża ratuszowa w Bierutowie – wieża nieistniejącego już ratusza w Bierutowie, historycznej siedziby Burmistrzów Bierutowa.

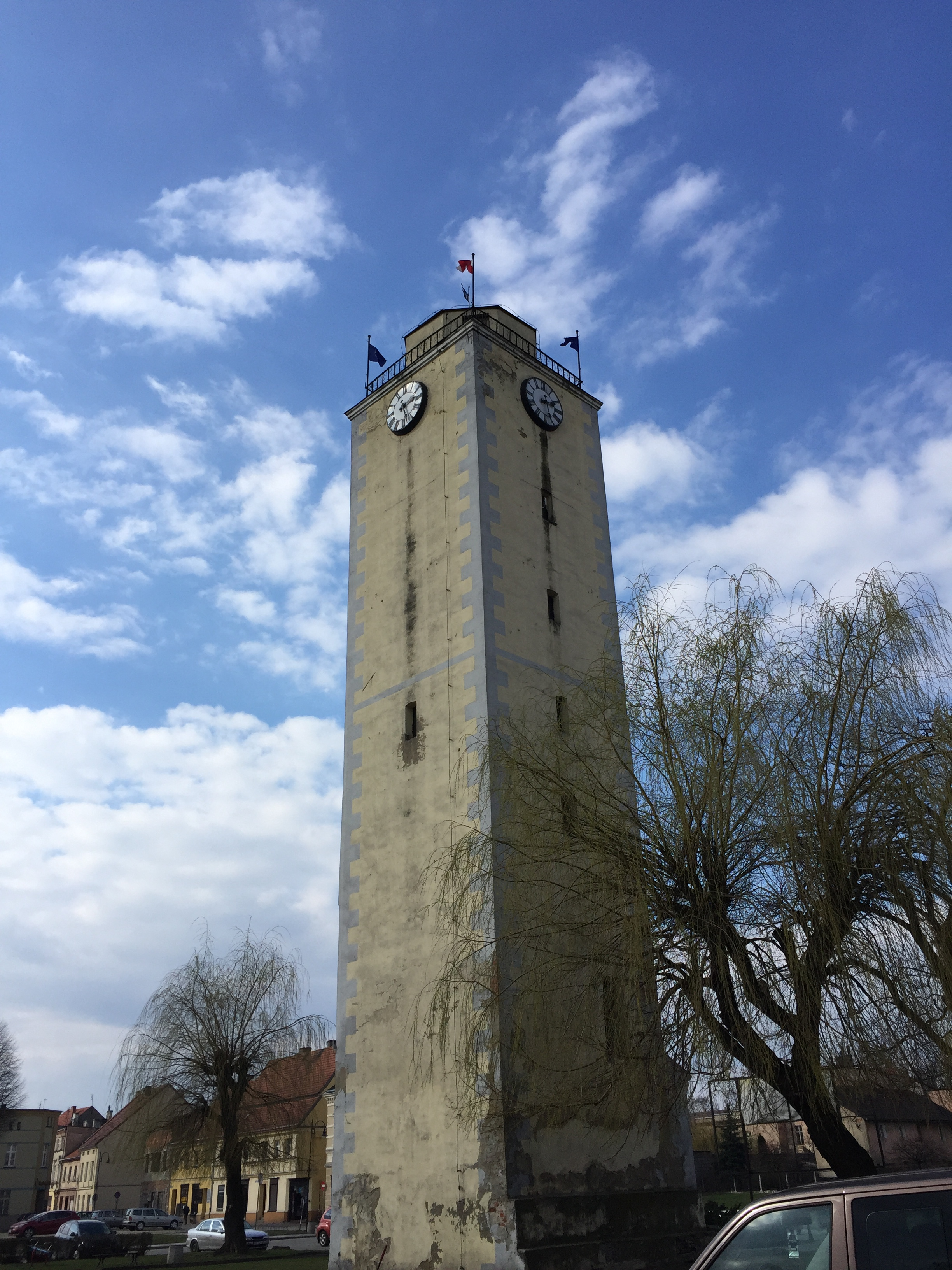
widok od południowego wschodu, 2017

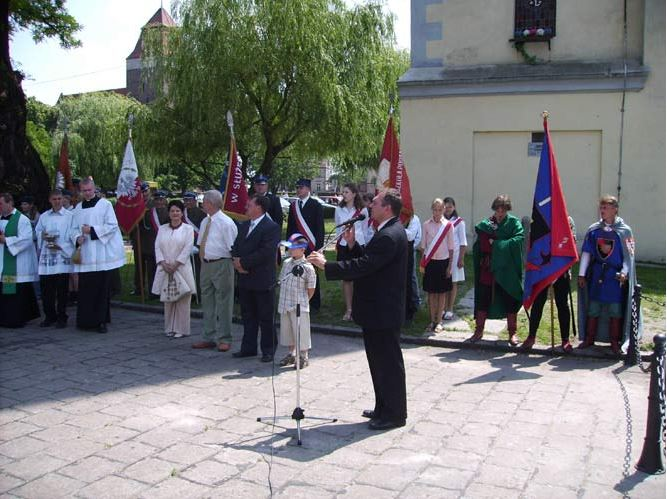
Uroczystości odsłonięcia tablicy kamiennej upamiętniającej renowację wieży ratuszowej oraz jej inicjatora Burmistrza Bierutowa Romana Kazimierskiego – przemówienie ówczesnego Burmistrza Grzegorza Michalaka

 Znajdowała się we wschodniej części ratusza, który ulokowany był na środku rynku i pochodził prawdopodobnie z pierwszej połowy XV wieku. Jak większość budowli w mieście był zniszczony pożarami w latach 1603, 1659, 1758. W 1935 roku została wykonana elewacja wieży. W 1945 wnętrze ratusza oraz hełm wieży zostały spalone przez wojska radzieckie. Mury ratusza rozebrano w latach 50., pozostawiając samotną wieżę bez hełmu, z zatrzymanym zegarem i wypalonym wnętrzem. W takim stanie przetrwała do 2004, gdy budowlę pomalowano, założono nowy zegar oraz podświetlono..

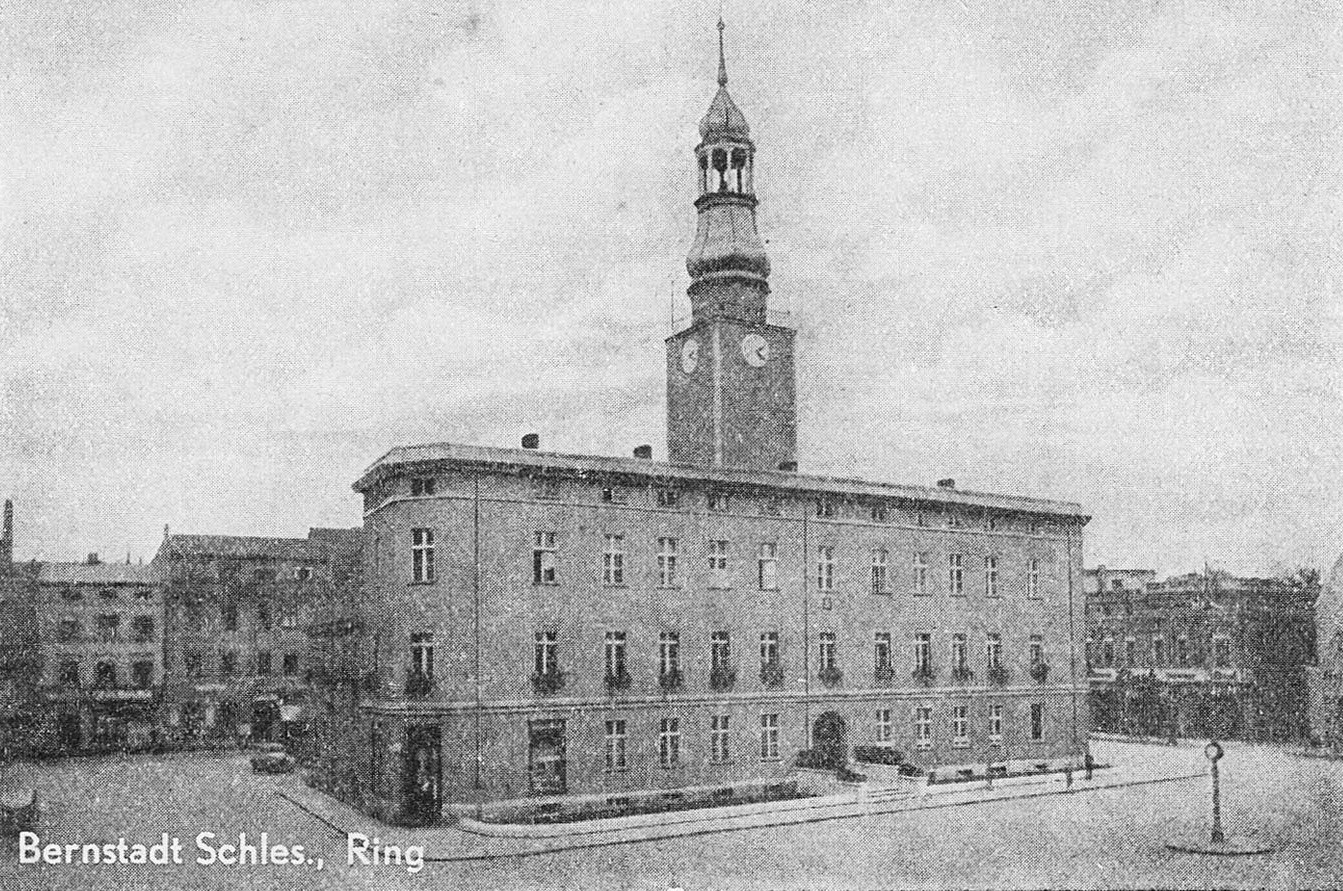
Ratusz przed II wojną światową - historyczna siedziba Burmistrzów Bierutowa

Wieża murowana jest z cegły, w stylu gotyckim, otynkowana. Wzniesiona została na planie kwadratu, podstawa hełmu ośmioboczna, otoczona żelazną balustradą. W części dolnej znajdują się pojedyncze prostokątne okna. W wieży znajdują się cztery okrągłe tarcze zegarowe.
Ratusz przetrwał II Wojnę Światową w stanie nienaruszonym. Dach i wewnętrzne kondygnacje wieży oraz jej hełm spłonęły w nocy z 30 na 31 stycznia 1945 w wyniku pożaru wznieconego przez żołnierzy Armii Czerwonej. Jednak mury pozostały nienaruszone. Kilka lat po wojnie  podjęto decyzję o całkowitej rozbiórce obiektu. Ocalała jedynie wieża.
W pierwszej połowie 70. lat XX wieku dokonano zabezpieczenia wieży, jednakże do początków XXIw. pozostawała bez renowacji.
W roku 2004 wieżę w całości pomalowano i zamontowano nowy zegar. Otwarcie nowej wieży odbyło się 1 maja 2004 z okazji wstąpienia Polski do Unii Europejskiej. Pierwszy raz zabił wówczas nowy zegar i po raz pierwszy w południe wykonano hejnał bierutowski, od tej pory zaczął być odtwarzany codziennie o godz. 12.00 z wieży ratuszowej. Został skomponowany przez miejscowego muzyka amatora, Pana Jana Juncewicza. Nie ma dłuższej historii, jest tworem współczesnym. W roku 2005 zamontowano nowe okna.
W najniższym oknie ściany północnej zamontowano witraż z herbem Bierutowa. Szczyt wieży jest podświetlany nocą, a na czterech masztach eksponowane są flagi Polski i Unii Europejskiej.